# Regimiento de Defensa de la Patria 52 del Ejército Croata
El Regimiento de Defensa de la Patria 52 (en croata: 52. samostalni pukovnija Daruvar) fue una unidad militar formada en Daruvar (Croacia) en 1991 con el nombre de Batallón Independiente 52 (en croata: 52. samostalni bataljun Daruvar). La unidad estuvo activa durante la Guerra de Croacia luego de la cual fue disuelta. Perteneció, inicialmente, a la Guardia Nacional Croata (ZNG) y luego al Ejército Croata (HV) cuando la institución fue renombrada en diciembre de 1991.
Entre el alto al fuego del 3 de enero de 1992 y 1995 fue llevada desde el nivel batallón al de regimiento. Sus acciones de combate mayores fueron en Eslavonia Occidental en el año 1991 y en 1995. 

## Historial

### Creación y combate de Polom
El enfrentamiento armado entre croatas y serbios en la entonces municipalidad de Daruvar comenzó en 19 de agosto de 1991 con antecedentes de asesinatos de policías el mes anterior. Ese día, milicianos serbios intentaron tomar la estación de policía de la ciudad.
Posteriormente, en el marco de la ocupación de los cuarteles del JNA existentes en el territorio croata, se produce el ataque a las instalaciones militares de Doljani, a 5 km de Daruvar y sede de una brigada partisana a movilizar.  Al momento del inicio del enfrentamiento el 16 y 17 de septiembre de 1991, la única formación croata de la ciudad organizada era la estación de policía, comandada por Zdenko Jandik. Unos días antes, se había establecido la primera compañía de la Guardia Nacional Croata, que más tarde se convirtió en el Batallón Independiente 52 del Ejército Croata. La captura de gran cantidad de material permitió la rápida constitución de la unidad.
El 29 de septiembre de 1991, miembros del Batallón Independiente liberaron la aldea de Miljanovac, habitada principalmente por serbios, pero a mediados de noviembre de 1991, un helicóptero JNA descendió allí, por lo que era probable que algunos de los habitantes de esa aldea aún contaran con presencia serbia.

### Operación Otkos
El 31 de octubre de 1991 se lanza la Operación Otkos al noroeste de Grubišno Polje sobre el área bajo dominio de los serbocroatas. Las fuerzas croatas del eje sur que atacaron en la dirección Velika Jasenovac - Grbavac - Grubišno Polje - Gornja Rašenica - Ivanovo Selo lo hicieron con el Batallón Independiente 57 Grubišno Polje (-), una sección de tanques de la Brigada 105, la 1.° Compañía del Batallón Independiente 52 Daruvar, unidades de la División de Artillería 24 Daruvar, elementos de protección Grubišno Polje, Ivanovo Selo, Rasenica y Grbavac.
El 4 de noviembre, las unidades en la dirección sur del ataque de las fuerzas croatas, una compañía del Batallón Independiente 57 y policías Grubisno Polje, se reagruparon y se fortalecieron con nuevas fuerzas del Batallón Independiente 52 Daruvar y lanzaron un ataque contra las aldeas Rastovac, Munije y Velika Maslenjača. Después de luchas esporádicas con grupos más pequeños de fuerzas serbias, las tropas croatas entraron a la aldea de Turčević Polje sin ninguna pérdida por la tarde.

### Operación Papuk-91
El 21 de noviembre de 1991, se ordenó al Batallón Independiente 52 Daruvar liberar la ruta entre Daruvar - Veliki Bastaji y Daruvar - Dobra Kuća y el Batallón Independiente 57 Grubišno Polje debía dominar la ruta de  Veliki Bastaji - Đulovac.
El 25 de noviembre se creó la 4.° Compañía Sirač del Batallón Independiente. Su jefe fue Ivan Romozi.
El 4 de diciembre de 1991, el batallón hizo su plan para la ocupación territorial al este de Daruvar. Éste, junto con las unidades del MUP Daruvar debían ocupar Daruvarski Vinogradi. A partir de ahí, continuaría el ataque hacia Batinjska Rijeka, desde donde atacaría a Batinjani. La Grupo de Artillería Mixta 24 Daruvar y el grupo de morteros del MUP de Daruvar fueron responsables de apoyar el ataque. Al día siguiente, las compañías del batallón liberaron a Batinjska Rijeka y parte de Batinjani. Un total de 230 soldados participaron en la acción del 52.º Batallón Independiente, mientras que algunos de los miembros estaban en la seguridad de la aldea de Maslenjača.
Los principales ataques de las fuerzas croatas continuaron el 9 de diciembre de 1991. Los miembros del Batallón Independiente 52 y la policía, con apoyo de artillería, reanudaron las operaciones de combate donde se detuvieron el 5 de diciembre y liberaron completamente a Batinjani y Vukovije.
Los ataques de las fuerzas croatas en la línea del frente desde Daruvar a Požega continuaron el 10 de diciembre de 1991. Los miembros del Batallón Independiente 52 continuaron su acción desde el día anterior con el objetivo de destruir resistencias en las aldeas de Dobra Kuća y Gornja Vrijeska y unir fuerzas con el Batallón Independiente 57 Grubišno Polje y el Batallón Independiente 55 Bjelovar en el área de la aldea Veliki Bastaji. Al mediodía en la intersección de la ruta Gornja Vrijeska - Maslenjača - Bastaji se conectó con el Batallón Independiente 55. Dicha conexión puso fin a las operaciones de combate del Batallón en la parte noreste del campo de batalla de Daruvar, ya que la dirección hacia Đulovac era el área de responsabilidad del Batallón Independiente 57 y la 127.ª Brigada.
El 13, las fuerzas croatas reanudaron su ataque. El Batallón Independiente 52 y la policía fueron retirados el día anterior de la aldea de Gornja Vrijeska y enviados a la parte sureste del municipio de Daruvar. Las tropas croatas lanzaron su ataque desde el área de Sirač. A media mañana conquistaron Pakrani y Bijela.
El 15, el batallón ocupó las aldeas de Donji Borki, Srednji Borki y Gornji Borki.
Bajo el nombre en clave de Maslačak, el 16 de diciembre de 1991, los Batallones Independientes 76, 52 y 54, con el apoyo del Grupo de Artillería Mixta 24 Daruvar, se dispusieron a liberar las aldeas de Velika y Mala Dereza, y de Donji Grahovljani, Srednji Grahovljani y Gornji Grahovljani. Debido a la fuerte resistencia de las fuerzas serbias ataque fracasó y las fuerzas croatas se retiraron a sus posiciones iniciales..
El ataque se repitió el 20 de diciembre, nuevamente sin éxito. El Batallón Independiente 52 llevó a cabo el ataque contra Donji Grahovljani, sin embargo. Las fuerzas que se suponía que atacarían a Dereza permanecieron en sus posiciones iniciales. Por lo tanto, los serbios concentraron fuerzas de Dereza en Donji Grahovljani y con la ayuda de la Fuerza Aérea Yugoslava, repelieron fácilmente el ataque. El batallón tuvo cinco muertos y 25 heridos.
El último avance en el área de Papuk ocurrió el 18 de diciembre de 1991 poniendo a todo el municipio de Daruvar bajo el control croata.

### Operación Bljesak
En 1994, el batallón fue reestructurado como Regimiento de Defensa de la Patria 52 (incluía al Batallón Pakrac, sucesor del Batallón Independiente 76 y al Batallón Grubišno Polje, sucesor del Batallón Independiente 77). Esa unidad participó en la Operación Bljesak para la toma de la Región Serbia de Eslavonia Occidental que había quedado en el poder de esa nacionalidad luego del alto al fuego del 3 de enero de 1992. 
El regimiento fue desplegado al este de Pakrac / norte de Dragović y al este la Brigada 105 del HV (área de Lipik). Ambas unidades fueron reforzadas por un batallón de cañones antiaéreos de 76 mm de la 127 HV.
El 1 de mayo no hubo operaciones de importancia en el sector, excepto fuego de artillería. Al día siguiente, por la tarde, la Brigada 105 ocupó Donji Čaglić, Kovačevac y Bjelanovci quedando abierta la ruta a Okučani. El Regimiento 52 fue exitoso en bloquear el área en Pakrac y aferrar las fuerzas serbias.
El 2 a las 1830 se inició conversaciones entre el vice primer ministro del Interior Croata y el líder político serbio de Gavrinica (barrio serbio del este de Pakrac), Veljko Džakula. Se acordó un cese al fuego y entrega de las armas a las tropas de Naciones Unidas.
Durante el día 3 continuó el fuego de morteros y armas livianas desde el lado croata pero con menor intensidad.
Al día siguiente, el HV informó que a las 9 atacará para tomar Gavrinica, aduciendo una violación al cese del fuego por parte serbia. El ataque empezó a las 14. Atacó con el Regimiento 51 y la Brigada 105 luego del fuego de preparación de artillería sobre Šumletica, Kraguj, Japaga, Donji Čaglić y Omanovac.
A las 15:15, los serbios ofrecieron la rendición incondicional. A las 19, el HV dio por finalizada la operación declarando que la rendición era de 1500 enemigos.
Posteriormente, el regimiento participó de las actividades de limpieza de remanentes serbios juntos con miembros del MUP.

### Operaciones posteriores

#### Operación Tormenta
El 4 de agosto se inició la ofensiva general en los sectores croatas aun controlados por los serbios (excepto Eslavonia Oriental). Ese día, en la Zona Operacional Bjelovar, dos batallones del Regimiento de Defensa de la Patria 125 cruzaron el río Sava cerca de Jasenovac, aseguraron una cabeza de puente y avanzaron hacia Hrvatska Dubica. Los dos batallones fueron seguidos por otra compañía del regimiento, un batallón del Regimiento de Defensa de la Patria 52, la Compañía de Reconocimiento 265 y Grupo de Artillería 24. Una sección de exploración del Regimiento de Defensa de la Patria 52 cruzó el río Sava hacia la Republika Srpska (Bosnia), estableció una cabeza de puente para dos compañías de infantería y cortó la ruta Bosanska Dubica - Gradiška antes de regresar al suelo croata. Las unidades del Cuerpo Bjelovar llegaron a las afueras de Hrvatska Dubica antes del anochecer. Esa noche, la ciudad fue abandonada por las tropas del SVK y la población civil.
Al día siguiente, Hrvatska Dubica fue capturada por los Regimientos 52 y 24 del HV que avanzaban desde el este y el Regimiento de Defensa de la Patria 125 que se acercó desde el norte. El Regimiento de Defensa de la Patria 125 rodeó la ciudad, mientras que el Regimiento 52 se movió hacia el noroeste, hacia las posiciones de espera del Cuerpo de Zagreb. Sin embargo, los retrasos del Cuerpo de Zagreb impidieron cualquier enlace. El Regimiento de Defensa de la Patria 24 avanzó unos cuatro kilómetros hacia Hrvatska Kostajnica cuando fue detenido por las tropas VRS. En respuesta, el Cuerpo desplegó un batallón y una sección exploración del Regimiento 121 desde Nova Gradiška para ayudar en e ataque.
El 6, un batallón del Regimiento 121 ingresó a Hrvatska Kostajnica, mientras que Regimiento de Defensa de la Patria 24 aseguró la frontera internacional. El Regimiento 52 se conectó con el cuerpo de Zagreb y avanzó hacia el sur de la localidad. La captura de Hrvatska Kostajnica marcó el cumplimiento de la misión de la Zona Operacional Bjelovar.

#### Operación Una
El 17, la Zona Operacional Bjelovar recibió la orden de participar en la Operación Una consistente en la ejecución de una operación ofensiva a través del río Una. Luego de la Operación Tormenta, el regimiento mantuvo funciones de seguridad de frontera en el área de Eslavonia Occidental. La Zona Operacional Bjelovar contaba con 3414 efectivos en el lugar el 18 de septiembre de 1995. Los más numerosos fueron el Grupo de Combate del Regimiento 121 con 911 de sus miembros, seguido por el Grupo de Combate del Regimiento 125 con 800 y el Grupo de Combate del Regimiento 52 con 770 hombres.
El 18, el grupo de batalla del Regimiento 52 intentó cruzar el río Sava en Jasenovac pero falló.
Al día siguiente, iniciaron el cruce la Brigada 121 y Regimiento de defensa de la Patria 125, los que fracasan por el fuego de artillería y presencia de campos minados. El grupo de batalla del Batallón 52 cruzó nuevamente el Sava a las 1430 para apoyar la extracción de la cabeza de puente establecida por los elementos de las Brigadas 121 y Regimiento 125El cruce comprendió a 91 soldados que avanzaron unos 900 m. Regresó a las 1630.

## Operaciones en la que participó
- Operación Otkos-10.
- Operación Papuk-91.
- Operación Bljesak.
- Operación Oluja.
- Operación Una.